# 归当曲
归当曲，也称勒曲，位于中华人民共和国西藏自治区东部的一条河流，是瀾滄江支流麦曲的左岸支流。上游称勒布曲，发源于昌都市芒康县昂多乡西南，向北偏西流约16千米后进入察雅县境内，之后折向西北流，经阿孜乡孜久村、珠扎村、阿孜乡政府驻地、江嘎村、香堆镇坤达村等地，最后于香堆镇当佐村东南约4千米处汇入麦曲。河长88千米，流域面积约1000平方千米，落差800米。归当曲流域地势开阔，为丘状高原地貌，拥有广袤的灌丛草地和零散的湿地沼泽。经济以牧业为主。